# Dysaletria atriceps
Dysaletria atriceps är en tvåvingeart som först beskrevs av Karl Henrik Boheman 1852.  Dysaletria atriceps ingår i släktet Dysaletria och familjen puckeldansflugor. Arten är reproducerande i Sverige. Inga underarter finns listade i Catalogue of Life.